# Juan Martín Fernández Lobbe
Juan Martín Fernández Lobbe (Buenos Aires, 19 novembre 1981) è un allenatore ed ex giocatore argentino di rugby a 15, in carriera attivo nel ruolo di terza linea ala e dal 2019 allenatore della touche dell'Argentina.

## Biografia
Cresciuto, come suo fratello maggiore Ignacio, nel Liceo Naval, Fernández Lobbe divenne professionista nel 2004: in tale anno, infatti, fu ingaggiato in Inghilterra dal Sale Sharks, anche se fu utilizzato in prima squadra non prima del 2006; il suo primo incontro con la maglia degli Sharks fu contro Leicester.
Esordì in Nazionale argentina a Santiago del Cile contro l'Uruguay nel corso del campionato Sudamericano 2004 e prese in seguito parte a tutti i tour del biennio successivo; incluso dal C.T. Marcelo Loffreda nella rosa alla Coppa del Mondo di rugby 2007, scese in campo in tutti i sette incontri che videro impegnata l'Argentina, fino alla finale per il terzo posto vinta sulla Francia.
Nel 2009 si trasferì al Tolone, richiesto dall'allora tecnico Philippe Saint-André, già allenatore del giocatore argentino al Sale Sharks.
Nel 2011 prese parte alla Coppa del Mondo in Nuova Zelanda e, con il club francese, si aggiudicò il titolo di campione nazionale nel  2013-14 nonché tre titoli consecutivi di campione d'Europa nel 2012-13, 2013-14 e  2014-15.
Ancora nel 2015 partecipò alla sua terza Coppa del Mondo consecutiva, in cui l'Argentina giunse al quarto posto finale.
Nel 2018 annunciò la fine della sua carriera agonistica, che ebbe il sigillo di chiusura il 27 maggio di quell'anno quando fu invitato a capitanare i Barbarians in un incontro-esibizione a Twickenham contro l'Inghilterra; i Baa-Baas vinsero 63-45 e a Fernández Lobbe fu offerto di trasformare un calcio piazzato all'ultimo minuto dell'incontro.
Dopo il ritiro divenne allenatore della touche del Tolone e, nella stagione successiva, fu chiamato nei ranghi della federazione del suo Paese per ricoprire analogo incarico tecnico per la nazionale argentina.

## Palmarès
- Campionati sudamericani: 1
Argentina: 2004
- Premiership: 1
Sale Sharks: 2005-06
- Campionati francesi: 1
Tolone: 2013-14
- Champions Cup: 3
Tolone: 2012-13, 2013-14, 2014-15
- Challenge Cup: 1
Sale Sharks: 2004-05